# 待命大使
待命大使（たいめいたいし）とは、日本の特命全権大使で在外公館に勤務することを免ぜられ、新たに在外公館に勤務することを命ぜられるまでの間、待機している状態を指す呼称。なお、日本の特命全権公使についても、待命公使（たいめいこうし）の制度がある。

## 待命大使と臨時本省事務従事
待命大使はその名のとおり待機している特命全権大使である。ただし、特別の必要がある場合には、外務省本省の事務に臨時に従事させることができ（臨時本省事務従事）（外務公務員法第12条第3項）、この制度を利用して、2022年11月1日現在以下の担当大使が置かれている。
- 沖縄担当
- 関西担当
- アフリカ開発会議（TICAD）担当兼アフリカの角地域関連担当、国連安保理改革担当、安保理非常任理事国選挙担当
- 広報外交担当兼国際貿易・経済担当、国際保健担当
- 国際テロ対策・組織犯罪対策協力担当
- 北極担当兼国際貿易・経済担当
- 人権担当兼国際平和貢献担当

なお、外務公務員法の規定により、臨時本省事務従事を除く待命中は俸給及び地域手当は8割支給、1年後に自動免職となる。